# Тулугановка (Наримановский район)
Тулуга́новка, Старая Тулугановка (ног. Иски Кундрау) — село в Наримановском районе Астраханской области, административный центр и крупнейший населённый пункт Ахматовского сельсовета. Как и в большинстве сёл региона, в Тулугановке живут представители нескольких разных народов. Около 60% населения составляют казахи, оставшиеся сорок разделены между русскими, астраханскими татарами, чеченцами и другими этническими группами.

## История
Село известно как минимум с 1861 года, когда оно было упомянуто в «Списке населённых мест», изданном в Санкт-Петербурге. В этом справочнике село было отмечено как Тулуган (Тулуга, Бобровское). В то время в селе насчитывалось 50 дворов, 564 жителя, имелись мечеть и сырный завод. В 1893 году часть жителей покинула село и переселилась на новое место, расположенное в 34 километрах к юго-востоку, образовав новое поселение на территории современного Володарского района. Изначально основанное переселенцами село было известно как Новотулугановка, а Тулугановка Наримановского района иногда для различения называлась Старотулугановкой. Сегодня, однако, оба села носят одно и то же название.

## Физико-географическая характеристика
Село разделено на две части, отстоящие друг от друга на 3 километра. Более крупная восточная часть, где находятся администрация сельсовета, почтовое отделение, школа, детский сад, продуктовый магазин, автозаправка и  т. д., находится на южном берегу реки Рыча и отделена от посёлка Рычанский автомобильной дорогой Астрахань-Волгоград. Западная часть стоит на берегу рукава Кривой Волги.

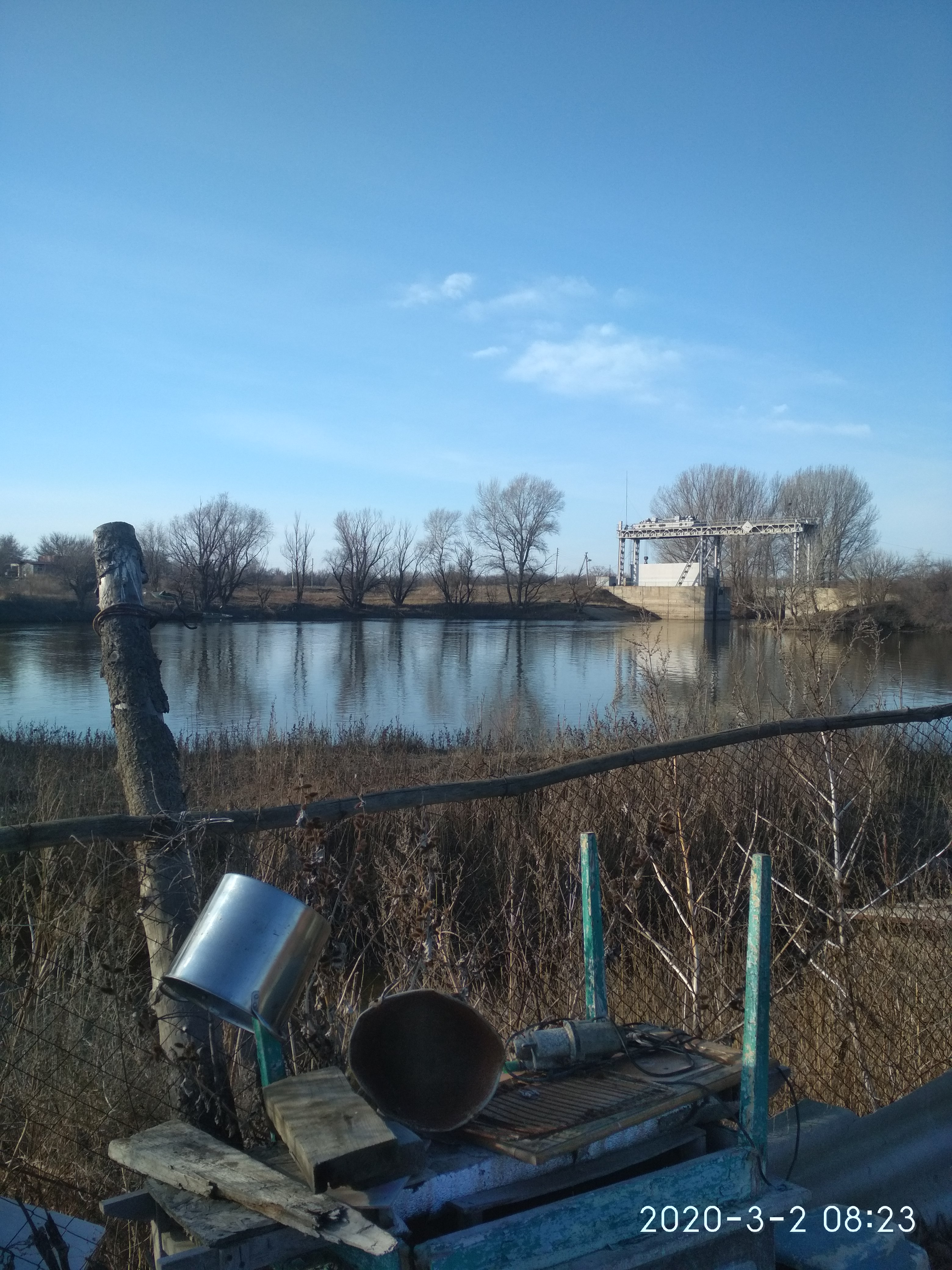
Рыча

Расстояние до Астрахани составляет около 19 километров (до центра города), до районного центра города Нариманова — 25 километров по прямой. По автодорогам расстояние до Нариманова составляет около 64 километров — город находится на противоположном, правом берегу Волги к северу от Тулугановки, тогда как ближайший мост через эту реку находится в Астрахани, к югу от села, соответственно маршрут значительно удлиняется.
Климат резко континентальный, с жарким и засушливым летом и бесснежной ветреной, иногда с большими холодами, зимой. Согласно классификации климатов Кёппена-Гейгера тип климата - семиаридный (индекс BSk).
Часовой пояс
Тулугановка, как и вся Астраханская область, находится в часовой зоне МСК+1. Смещение применяемого времени относительно UTC составляет +4:00.

## Население
| 2002 | 2010 | 2013 | 2014 |
| ---- | ---- | ---- | ---- |
| 397  | ↗425 | ↗488 | ↘482 |

Согласно результатам переписи 2002 года большинство населения посёлка составляли казахи (60 %)

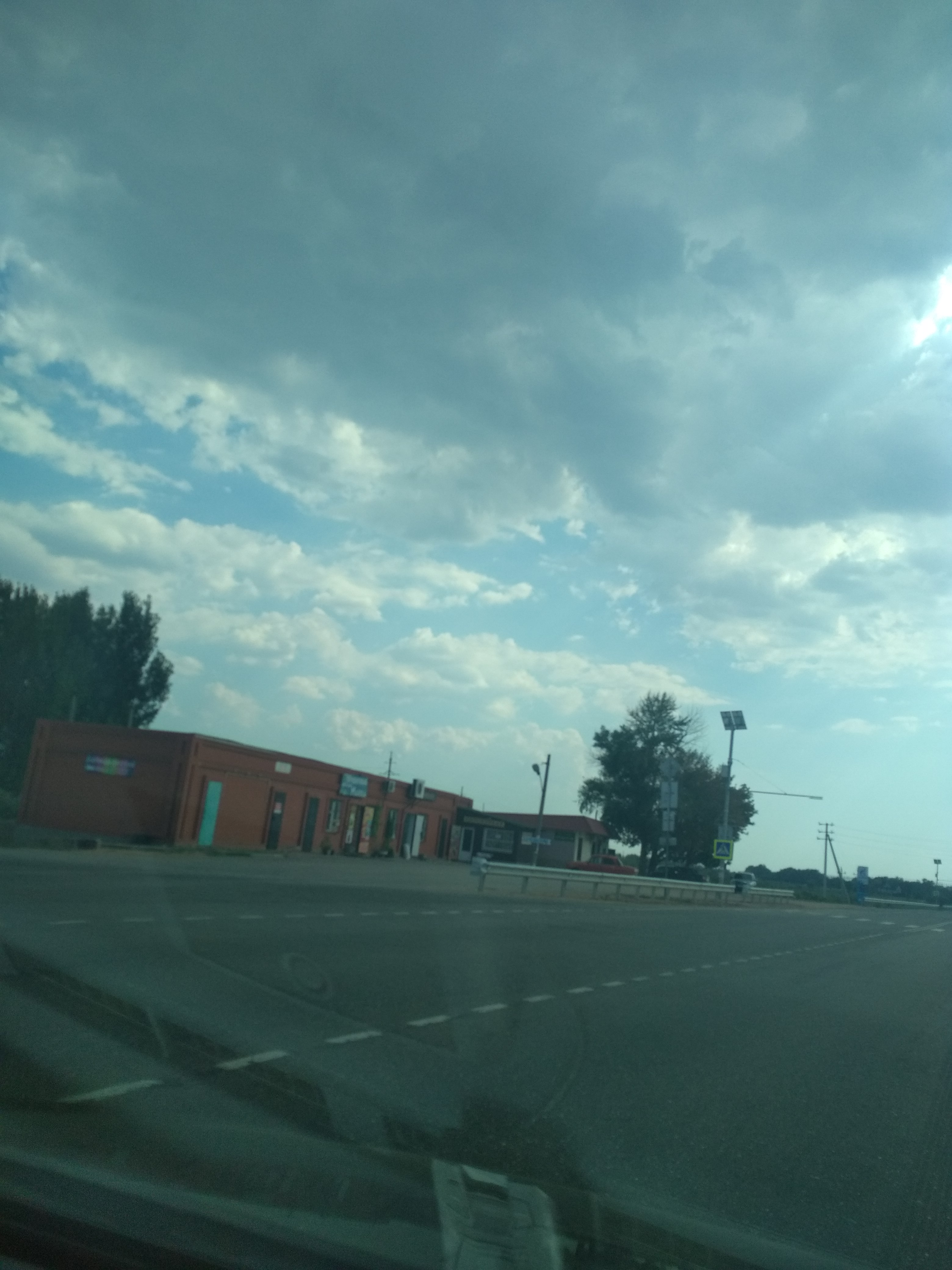
Магазины Тулугановки

| Национальность | Численность (2010) | Процент |
| -------------- | ------------------ | ------- |
| Казахи         | 252                | 58,5%   |
| Русские        | 93                 | 21,6%   |
| Чеченцы        | 24                 | 5,6%    |
| Татары         | 23                 | 5,3%    |
| Лезгины        | 16                 | 3,7%    |
| Даргинцы       | 6                  | 1,4%    |
| Азербайджанцы  | 5                  | 1,2%    |
| Армяне         | 5                  | 1,2%    |
| Калмыки        | 4                  | 0,9%    |
| Украинцы       | 3                  | 0,7%    |
| Всего          | 431                | 100%    |

## Транспорт
В 500 метрах к западу от более крупной части села, за посёлком Рычанский находится железнодорожная станция 1512 километр. В километре к югу расположена платформа Рычинский, преимущественно используемая дачниками из одноимённого садового товарищества, находящегося с другой стороны железнодорожных путей. На обеих станциях ежедневно останавливаются пригородные поезда, следующие по маршрутам Кутум — Дельта и Кутум — Аксарайская II и обратно. Без остановок проходят поезда дальнего следования в Волгоград, Грозный, Москву, Санкт-Петербург, Атырау и т. д.
Через Тулугановку каждый день проходит значительное количество автобусных маршрутов, связывающих её с Астраханью, Аксарайским, Ахтубинском, Харабалями, Сасыколями, Вишнёвым, Заволжским, Речным, Нижним Баскунчаком и Досангом. Регулярное сообщение с районным центром Наримановым отсутствует.